# Карлос Руїс Ерреро
Карлос Руїс Ерреро (ісп. Carlos Ruiz Herrero, нар. 7 червня 1948, Більбао, Іспанія) — іспанський футболіст, що грав на позиції нападника.
Виступав, зокрема, за клуб «Атлетік Більбао», з яким став володарем Кубка Іспанії з футболу. А також був запрошений до молодіжної збірної Іспанії.

## Клубна кар'єра
Народився 7 червня 1948 року в місті Більбао. Вважається вихованцем футбольної школи клубу «Атлетік Більбао». Хоча у дорослому футболі дебютував 1968 року виступами за команду клубу «Клуб Депортіво Гечо», в якій провів один сезон. А потім, протягом 1969—1970 років, захищав кольори команди клубу «Більбао Атлетік».
Своєю грою за останню команду привернув увагу представників тренерського штабу основної команди «Атлетік Більбао», до складу якої приєднався 1970 року. Відіграв за клуб з Більбао наступні одинадцять сезонів своєї ігрової кар'єри. У складі «Атлетика» був одним з головних бомбардирів команди, маючи середню результативність на рівні 0,38 гола за гру.
Завершив професійну ігрову кар'єру у клубі «Еспаньйол», за команду якого виступав протягом 1981—1982 років.
Попернувшись до Більбао, перейшов на адміністративну роботу в рідний клуб «Атлетік».

## Виступи за збірну
1977 року залучався до складу молодіжної збірної Іспанії. На молодіжному рівні зіграв в одному офіційному матчі.

## Титули і досягнення

### Командні
- Володар Кубка Іспанії з футболу (1):

«Атлетік Більбао»:  1972–73

### Особисті
- Трофей Пічічі

1974-1975